# Sogobo

Le sogobo — ou sogo bò — est la sortie des masques et marionnettes dans les villages au Mali le plus généralement à la fin de la saison sèche et/ou  de la  saison des pluies . C'est une fête populaire mêlant théâtre, musique chant et danse qui vise au renforcement des liens sociaux entre les communautés villageoises.